# Дворец искусства (Краков)

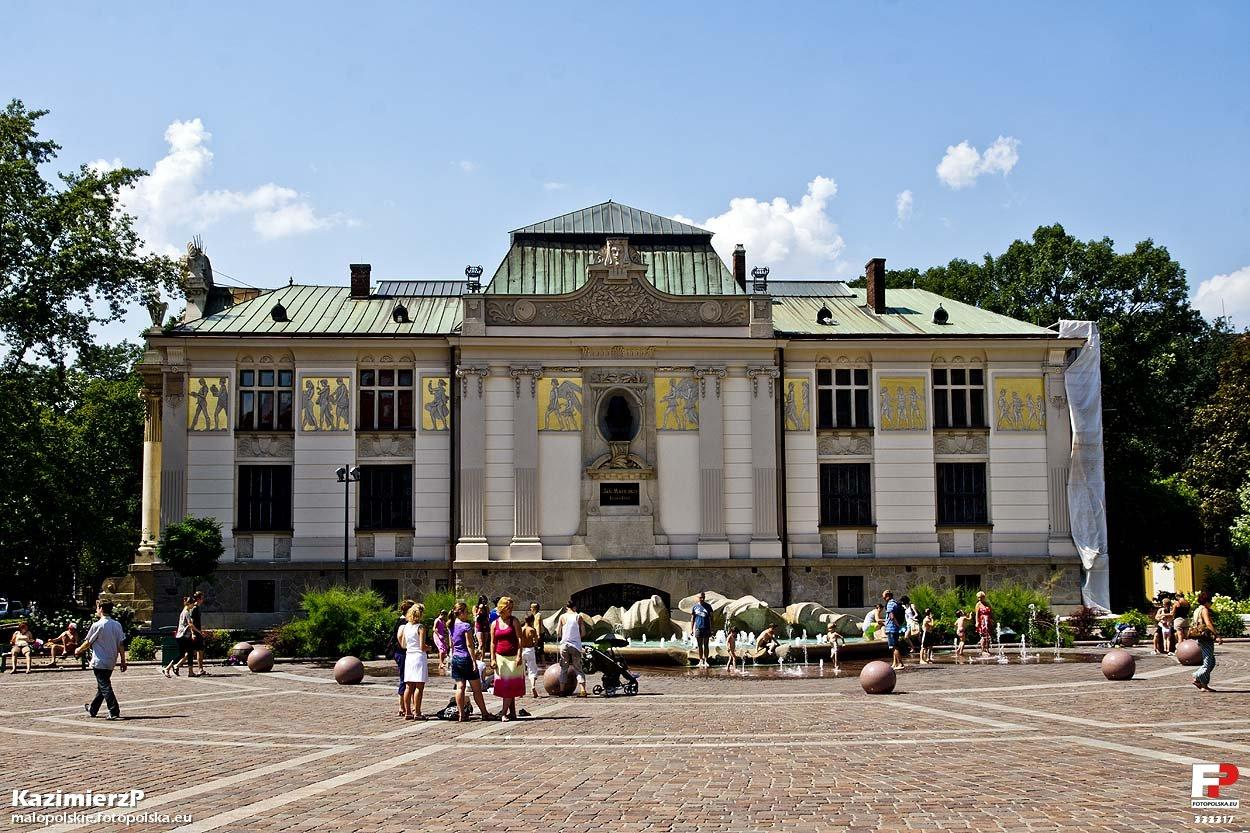
Дворец искусства со стороны Щепанской площади

Дворец искусства (пол. Pałac Sztuki) — здание Общества любителей изящных искусств в краковском Старом городе на Щепанской площади, 4. Здание внесено в реестр охраняемых памятников Малопольского воеводства.
Здание в стиле модерн было построено в 1901 году по проекту польского архитектора Францишека Мончиского, который использовал в качестве образца выставочный павильон сецессиона в Вене. В отделке здания приняли участие известные краковские художники и скульпторы. Фриз разработал Яцек Мальчевский. Антоний Мадейский, Константы Лящка и Теодор Ригер выполнили бюсты известных польских культурных деятелей. Фасад здания украшен портиком в виде колонны, которую венчает статуя Аполлона с золотым нимбом. Стены здания украшены пилястрами, которые укреплены арками окон и над всем возвышается вход с двумя колоннами.
Со стороны Щепанской площади перед Дворцом искусства находится бюст Яна Матейко авторства Антония Мадейского и на стороне краковских плант находится бюст Станислава Выспянского авторства Анны Рейнох.
Здание принадлежало Обществу любителей изящных искусств, которое проводило в нём различные выставки. В настоящее время в здании находится картинная галерея. По инициативе Общества любителей изящных искусств в здании проводятся заседания Ротари-клуба, организуются различные культурные мероприятия и аукционы.
В 1975 году здание было внесено в реестр памятников культуры Малопольского воеводства (№ А-113).